# Quentin Cornette
 (La Ciotat, 17 gennaio 1994) è un calciatore francese, attaccante dell'Elimai.

## Caratteristiche tecniche
È un centravanti.

## Carriera
Cresciuto nelle giovanili del Montpellier, ha esordito il 29 agosto 2015 in un match pareggiato 0-0 contro il Troyes.

## Statistiche

### Presenze e reti nei club
Statistiche aggiornate al 27 gennaio 2018.
| Stagione        | Squadra         | Campionato      | Campionato | Campionato | Coppe nazionali | Coppe nazionali | Coppe nazionali | Coppe continentali | Coppe continentali | Coppe continentali | Altre coppe | Altre coppe | Altre coppe | Totale | Totale | Totale | Totale |
| Stagione        | Squadra         | Comp            | Pres       | Reti       | Comp            | Pres            | Reti            | Comp               | Pres               | Reti               | Comp        | Pres        | Reti        | Pres   | Reti   |        |        |
| --------------- | --------------- | --------------- | ---------- | ---------- | --------------- | --------------- | --------------- | ------------------ | ------------------ | ------------------ | ----------- | ----------- | ----------- | ------ | ------ | ------ | ------ |
| 2015-2016       | Montpellier     | L1              | 5          | 0          | CF+CdL          | 0+1             | 0               |                    | -                  | -                  |             | -           | -           | 6      | 0      |        |        |
| 2016-2017       | Amiens          | L2              | 3          | 0          | CF+CdL          | 0+1             | 0               |                    | -                  | -                  |             | -           | -           | 4      | 0      |        |        |
| 2017-2018       | Amiens          | L1              | 6          | 1          | CF+CdL          | 0+1             | 0               |                    |                    |                    |             |             |             | 7      | 1      |        |        |
| Totale carriera | Totale carriera | Totale carriera | 14         | 1          |                 | 3               | 0               |                    | -                  | -                  |             | -           | -           | 17     | 1      |        |        |

## Palmarès

### Club

#### Competizioni nazionali
- Campionato francese di seconda divisione: 1

Le Havre: 2022-2023